# Elisabeth Gehrer
Elisabeth Gehrer (ur. 11 maja 1942 w Wiedniu) – austriacka polityk, nauczycielka i samorządowiec, deputowana do Rady Narodowej, w latach 1995–2007 minister odpowiedzialna za edukację i kulturę.

## Życiorys
Absolwentka szkoły nauczycielskiej w Innsbrucku. Do 1966 pracowała jako nauczycielka, później zajmowała się domem, nie pracując przez kilkanaście lat zawodowo. W latach 80. zaangażowała się w działalność polityczną w ramach Austriackiej Partii Ludowej (ÖVP). Od 1980 do 1990 była radną Bregencji, a od 1984 posłanką do landtagu kraju związkowego Vorarlberg, w którym od 1989 do 1990 pełniła funkcję wiceprzewodniczącej. W latach 1990–1995 była członkinią rządu tego kraju związkowego. Zajmowała stanowiska przewodniczącej regionalnej organizacji kobiecej ÖVP i wiceprzewodniczącej federalnych struktur ÖAAB, związanej z partią ludową organizacji pracodawców i pracowników.
Od maja 1995 do marca 2000 sprawowała urząd ministra edukacji i kultury w rządach, którymi kierowali socjaldemokraci Franz Vranitzky i Viktor Klima, a także w początkowej fazie rządów Wolfganga Schüssela. Następnie do stycznia 2007 była ministrem edukacji, nauki i kultury w dwóch gabinetach lidera ludowców. W międzyczasie uzyskiwała mandat do Rady Narodowej XX, XXI i XXII kadencji. W 2006 odmówiła objęcia mandatu poselskiego i wycofała się z działalności politycznej.